# Dmitrij Rozinkiewicz
Dmitrij Rozinkiewicz (ros. Дмитрий Розинкевич; ur. 1 października 1975 w Królewcu) – rosyjski wioślarz.

## Osiągnięcia
- Mistrzostwa Świata Juniorów – Montreal 1992 – ósemka – 3. miejsce[1].
- Mistrzostwa Świata – Tampere 1995 – ósemka – 4. miejsce[1].
- Igrzyska Olimpijskie – Atlanta 1996 – ósemka – 3. miejsce[1].
- Mistrzostwa Świata – Aiguebelette 1997 – ósemka – 6. miejsce[1].
- Mistrzostwa Świata – Kolonia 1998 – ósemka – 4. miejsce[1].
- Mistrzostwa Świata – St. Catharines 1999 – ósemka – 1. miejsce[1].
- Igrzyska Olimpijskie – Sydney 2000 – ósemka – 9. miejsce[1].
- Mistrzostwa Świata – Sewilla 2002 – ósemka – 10. miejsce[1].
- Mistrzostwa Świata – Banyoles 2004 – czwórka ze sternikiem – 11. miejsce[1].
- Mistrzostwa Świata – Gifu 2005 – ósemka – 6. miejsce[1].
- Mistrzostwa Świata – Eton 2006 – ósemka – 7. miejsce[1].
- Mistrzostwa Świata – Monachium 2007 – ósemka – brak[1][2].
- Mistrzostwa Europy – Ateny 2008 – ósemka – 2. miejsce[1].